# Morgellons
Morgellons (auch Morgellons-Krankheit) ist die informelle Bezeichnung einer selbst diagnostizierten, wissenschaftlich nicht anerkannten Hauterkrankung, für die Personen faserartiges Material auf oder unter der Haut als Ursache annehmen. In der Medizin wird dies auf eine psychische Störung als Variante des Dermatozoenwahns zurückgeführt.

## Symptome
Betroffene berichten, dass bunte Fasern oder Hyphen (also Pilzstränge) in der Haut oder dem Unterhautgewebe gebildet würden; weitere Symptome sind Hautläsionen, Bewegungsphänomene in der Haut, Beschwerden des Bewegungsapparates und des Magen-Darm-Trakts, Leistungseinschränkungen sowie kognitive und emotionale Störungen. In den USA (Kalifornien) wurde eine Prävalenz von 3,65 Fällen auf 100.000 Einwohner ermittelt, Frauen sind dabei wesentlich häufiger betroffen als Männer.

## Begriffsbildung
Der Begriff Morgellons wurde erstmals im 17. Jahrhundert in einem Werk des englischen Arztes Sir Thomas Browne erwähnt. Ähnliche Krankheitsbilder werden in der medizinhistorischen Literatur vielfach beschrieben. Der Begriff fand aber erst seit 2002 vor allem im englischen Sprachraum weite Verbreitung, nachdem die Mutter eines angeblich betroffenen Kindes den Begriff wiederentdeckt und mit der Gründung der Morgellons Research Foundation propagiert hatte. Die rasante Verbreitung des Begriffes wird auf ein Internet- und Medien-Phänomen („Internet-Meme“) zurückgeführt.

## Hypothesen zur Entstehung
Die Ätiopathogenese der Krankheit ist unklar. Die Verfechter eines eigenständigen Krankheitsbildes bezeichnen die Pathophysiologie oft als „unspezifisch“, zuweilen werden als Ursachen auch infektiöse Erreger wie die Bakterien Agrobacterium tumefaciens und Stenotrophomonas maltophilia, der Pilz Cryptococcus neoformans oder der Parasit Strongyloides stercoralis vermutet. Bei Untersuchungen von Hautproben von Betroffenen ließen sich jedoch keine dieser Erreger feststellen. Eine Studie des Centers for Disease Control and Prevention mit 115 untersuchten Fällen der Erkrankung konnte keinerlei Parasiten oder Mycobakterien nachweisen.
Im Rahmen dieser Studie des CDC wurden alle Fasern, die bei Teilnehmern der Studie gefunden wurden, untersucht. Nur bei etwa 10 % der Teilnehmer wurden Fasern gefunden. Diese befanden sich entweder auf der Haut oder in Schorf oder Krusten der durch Kratzen verletzten Haut, nicht jedoch in bzw. unter der Haut. Es handelte sich bei den Fasern meist um Cellulose, wie sie für Baumwolle typisch ist, auch Polyamid – Nylon – wurde gefunden, ebenso eine Verbindung, die wahrscheinlich von Nagellack stammt. Die Forscher kommen zum Schluss, dass diese Fasern wahrscheinlich von Kleidung stammen, zumal auch Farbstoffe in manchen Fasern gefunden wurden, mit denen Kleidung gefärbt wird. In durch Biopsie gewonnenen Gewebeproben von unverletzter Haut wurden keine Fasern gefunden.
Eine Studie aus dem Jahr 2016 weist auf Möglichkeiten einer Infektion mit Borrelia burgdorferi, also einer Borreliose hin.

## Behandlung
Behandlungserfolge wurden unter anderem durch Medikation mit Antipsychotika wie Pimozid, Risperidon oder Aripiprazol erzielt.

## Kulturelle Referenzen
Der Journalist und Autor Jan Wehn thematisierte das Krankheitsbild in seiner 2017 veröffentlichten Novelle Morgellon. Der fiktive medikamentenabhängige Protagonist glaubt an diverse Verschwörungstheorien und denkt in seinem Wahn auch, von Morgellons befallen zu sein.
Andrew Lustig vom Center for Addiction and Mental Health in Toronto schrieb im Fachjournal Psychosomatics, Morgellons seien ein „Internet-Phänomen“. „Durch die vielen öffentlich gemachten Schilderungen von Patienten in den vergangenen paar Jahren sehen wir einen explosiven Anstieg derer, die sich ebenfalls betroffen fühlen – dabei ist der Dermatozoenwahn seit über 300 Jahren bekannt.“

### Netzphänomen während der COVID-19-Pandemie
Während der Covid-19-Pandemie kamen Verschwörungstheorien auf, nach denen in Schutzmasken oder auf den Abstrich-Stäbchen von Corona-Testkits unter der Lupe oder dem Mikroskop Morgellons als sich aus eigener Kraft bewegende Fasern zu erkennen seien, die von dort aus Menschen befallen sollen. Hierzu wurden auf einschlägigen Instant-Messaging-Kanälen auch Videos verbreitet, die in Vergrößerung Fasern in Bewegung zeigen. Tatsächlich sind Fasern verschiedener Größe und Zusammensetzung Bestandteile der jeweiligen Gegenstände oder lagern sich als Hausstaub darauf ab. Durch kleinste Luftströmungen oder elektrostatische Kräfte können sie zufällig, aber auch mit Absicht in Bewegung geraten, was den Eindruck erwecken kann, es handle sich dabei um lebende Subjekte.  Ein wissenschaftlicher Nachweis für ungewöhnliche Fasern auf oder in Abstrichprodukten und Schutzmasken ist nicht bekannt.